# Liste de fortifications au Danemark
Liste de fortifications au Danemark.
- Sonderburg-Düppel,
- Mur de l'Atlantique,
- Tirpitz-Stellung à Blavand.